# One More Megabyte
One More Megabyte es el noveno álbum de estudio de la banda de punk británica The Toy Dolls. Se publicó en 1997.

## Lista de canciones
1. "Mega Intro" – 0:56
2. "One More Megabyte" – 2:36
3. "I'm a Lonely Bastard" – 2:33
4. "She's a Leech" – 2:36
5. "Me 'n' John Williams" – 4:12
6. "She'll Be Back with Keith Someday" – 3:03
7. "I'm Gonna Be 500 Miles" (Reid, arr. Algar) – 2:58
8. "Bachelor Boy / When Gary Married Melanie" (Richard, Welch) – 3:39
9. "Fred Oliver" – 2:30
10. "In Tommy's Head" – 2:21
11. "Bored Housewife" – 2:11
12. "The Memory of Nobby" – 3:55
13. "The Devil Went Down to Georgia Scunthorpe" (Algar, Crain, Daniels, Edwards) – 3:24
14. "Mega Outro" – 1:20

## Personal
- Michael "Olga" Algar – Voz y guitarra
- Gary "Gary Fun" Dunn – Bajo
- Martin "Marty" Yule – Batería